# Savannen-Gelbkopfgeier
Der Savannen-Gelbkopfgeier (Cathartes burrovianus, Syn.: C. urubitinga, C. urubutinga) oder Kleine Gelbkopfgeier ist der kleinste Angehörige der Neuweltgeier (Cathartidae). Er lebt in Mittelamerika und im nördlichen und zentralen Südamerika.

## Merkmale

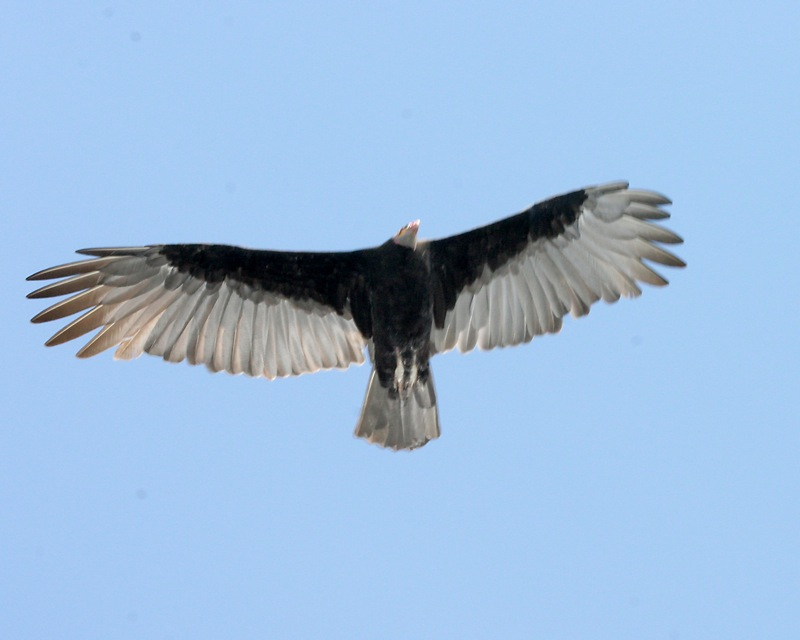
Savannen-Gelbkopfgeier, Flugbild

Der Savannen-Gelbkopfgeier wird 53 bis 65 cm lang und 950 bis 1550 Gramm schwer. Er erreicht eine Flügelspannweite von 1,5 bis 1,65 Metern, sein Schwanz ist kurz und 19 bis 24 cm lang. Männchen sind nur wenig kleiner als die Weibchen. Das Gefieder ist dunkel, oben schwarz, unten mehr dunkelbraun. Im Flugbild von unten ist der Vogel schwarz, die Schwingen silbrig, der Schwanz grau. Der Kopf ist nackt, gelb oder orange, Stirn und Nacken auch rot, der Scheitel, manchmal auch die Kehle sind blaugrau. Die Kopfhaut ist faltig. Schnabel und Beine sind weißlich bis rosa.
Jungvögel haben gelbliche Beine, einen dunklen Kopf und Schnabel und einen hellen Nacken.

## Verbreitung

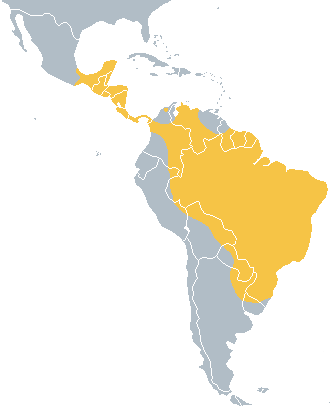
Verbreitungsgebiet

Als Lebensraum bevorzugt er Waldränder, feuchte Savannen und Wiesen bis in Höhen von 1000 Metern. Es gibt zwei Unterarten.
Die Nominatform C. burrovianus burrovianus Cassin, 1845 kommt in den Küstenregionen des südlichen Mexiko, an der Pazifikküste Guatemalas, in der Karibikregion Honduras’, Nicaraguas und des nordöstlichen Costa Rica, in Panama, Kolumbien, mit Ausnahme der Andenregion, und im nordwestlichen Venezuela vor. 
Heimat von C. burrovianus urubitinga Pelzeln, 1861 sind die Tiefländer Südamerikas, von Venezuela über die drei Guayanas, Brasilien, das östliche Bolivien, den äußersten Norden und Süden Paraguays, die argentinischen Provinzen Misiones und Corrientes und die an Brasilien grenzenden Regionen Uruguays. 
In einigen Regionen in Venezuela und Panama leben die Vögel nur zu bestimmten Jahreszeiten.

## Lebensweise
Savannen-Gelbkopfgeier sitzen häufig auf Pfosten oder anderen niedrigen Ansitzen. Ihre Nahrung suchen sie dicht über dem Boden fliegend in einem schaukelnden Gleitflug. Sie fliegen selten hoch. Mit Hilfe ihres guten Geruchsinns finden sie ihre vor allem aus Aas bestehende Nahrung. Ihre Fortpflanzungsbiologie ist weitgehend unbekannt. In Surinam wurde beobachtet, dass sie ihre Brut in hohlen Baumstämmen aufziehen. Elterntiere mit zwei gerade flügge gewordenen Jungvögeln sind im Mai in Kolumbien beobachtet worden.
Die Art gilt als nicht gefährdet und ist relativ zahlreich.

## Etymologie und Forschungsgeschichte
Die Erstbeschreibung des Savannen-Gelbkopfgeiers erfolgte 1845 durch John Cassin unter dem wissenschaftlichen Namen Cathartes burrovianus. Das Typusexemplar stammte aus  Veracruz und wurde Cassin von Marmaduke Burrough (1797–1844) zur Verfügung gestellt. 1811 führte Johann Karl Wilhelm Illiger die Gattung Cathartes ein. Der Begriff leitet sich vom griechischen καθαρτης, καθαριζω kathartēs, katharizō für Reiniger, säubern ab. Der Artname »burrovianus« ist Burrough gewidmet. Urubitinga bedeutet in den Tupí-Sprachen ein großer schwarzer Raubvogel. Alfred Laubmann nannte C. b. urubitinga als weit verbreitet in Paraguay. Aus dem Umstand, dass der Truthahngeier nicht immer sauber vom Savannen-Gelbkopfgeier in der Literatur unterschieden wurde, folgerte er, dass dies der Grund für wenig Nachweise für das Land in der Literatur wäre. Die  Sammler der „Gran-Chaco-Expedition“ teilten ihm mit, dass der Savannen-Gelbkopfgeier nicht seltener als der Truthahngeier im Land zu sehen sei.